# 柴巴萨
柴巴萨（Chaibasa），是印度贾坎德邦Pashchimi Singhbhum县的一个城镇。总人口63615（2001年）。

## 人口
该地2001年总人口63615人，其中男性33627人，女性29988人；0—6岁人口7792人，其中男4027人，女3765人；识字率73.86%，其中男性为78.91%，女性为68.21%。